# Tony Mottola
Anthony C. Mottola (Kearny, 18 aprile 1918 – Denville, 9 agosto 2004) è stato un musicista statunitense di origini italiane, molto noto nel panorama della musica jazz.

## Biografia
Tra i più grandi chitarristi jazz, cugino di Tommy Mottola, già presidente della Sony Music Entertainment, dopo studi compiuti col padre, nei tardi anni trenta iniziò a suonare con l'orchestra di George Hall, dopo di che iniziò a lavorare per la CBS, come compositore di musica per i vari programmi. Un esempio ne è la musica dello show televisivo degli anni cinquanta Danger, di grande successo e il The Jack Paar Tonight show.
Dal 1953 in poi inizia la collaborazione con Perry Como e soprattutto con Frank Sinatra, compagno d'infanzia e amico fraterno, col quale si esibirà in migliaia di concerti, fino al ritiro dalle scene nel 1988. Nel 1945 ha collaborato con fisarmonicista/compositore John Serry Sr. in una registrazione di Serry composizione Leone Jump per Sonora Records (MS 476-3).
Si spense il 9 agosto 2004, per le complicazioni di un ictus.